# Kamýk (les)
Kamýk je les ležící z větší části ve stejnojmenném katastrálním území v městském obvodu Praha 4 mezi sídlišti v pražských částech Lhotka, Libuš a Modřany. Vzhledem k blízkosti sídlišť je vyhledávanou rekreační lokalitou.

## Historie a popis
První vojenské mapování ukazuje, že tehdy byl les protáhlejší. Les se původně nazýval „Hořejší Borový“ („Horegssy borowy“) a podle Stabilního katastru měl ještě v roce 1841 zhruba polovinu své dnešní rozlohy. Zaujímal severní a střední část dnešního lesa, zatímco na ostatní ploše byla pole, případně pastviny a zamokřené louky. Na jih od lesa je oblast zvaná „Na Kamýku“ („na Kamegku“), kterou nyní přetíná ulice Generála Šišky, přičemž severní část tohoto místa je zastavěna hasičskou stanicí. Pole na Kamejku roku 1871 postihlo krupobití. Roku 1891 se na stráni u lesa „na Kamejku“ vyskytoval ploskoroh pestrý. „Dolní Borový“ („Dolny borowy“) se tehdy nazývala část lesa na jih od retenční nádrže Hodkovičky.
Mapa z konce 19. století ukazuje v místě lesa spáleniště. Mapa z roku 1905 ukazuje, že v jižní části Hořejšího Borového lesa bylo spáleniště.
Roku 1900 se obec Modřany rozhodla svoje pozemky na t. zv „Kamýku“ zalesnit sazenicemi akátů, bříz a modřínů z obecní školky V Potočkách v Modřanech. V zalesňování se pokračovalo roku 1912 sazenicemi Okrašlovacího a zalesňovacího spolku v Praze.
Severovýchodní část kamýckého lesa se stala majetkem hlavního města Prahy po roce 1954. Na severozápad od lesa je autobusová zastávka „Lhotecký les“. Jihozápadní část, nazývanou „Bláhův les“, odkoupilo hlavní město až v roce 2008. 
Les je smíšený, nejvíce zastoupenými dřevinami jsou dub zimní (33 %), borovice lesní (27 %), smrk ztepilý (5 %) a lípa srdčitá (5 %). Ještě v roce 1942 tu převládaly smrky (45 %) a borovice (43 %). 
Les je dobře dostupný pražskou MHD a je v něm hustá síť stezek. Podle průzkumu ho v roce 2007 navštívilo asi 165 000 lidí. Kolem lesa procházejí dvě cyklostezky a napříč lesem vede zeleně značená turistická trasa. Zhruba uprostřed lesa je objekt bývalé hájovny se zookoutkem a dětským hřištěm. Na jižním okraji lesa v Modřanech je rybník (retenční nádrž) Borový, kterým protéká potok nazývaný Lhotecký. Východním směrem od lesa je přírodní památka V hrobech se vzácnými teplomilnými druhy rostlin a živočichů. 
V severním cípu lesa je jeden památný dub, který se rozděluje nízko nad zemí na dva mohutné kmeny dosahující výšky 36 m (podle měření v roce 2007). V jihovýchodním cípu je další památný dub, sice nižší, ale ještě starší a mohutnější, který pravděpodobně byl hraničním stromem.